# Comisión presidencial de la Federación Rusa para contrarrestar los intentos de falsificar la historia en detrimento de los intereses de Rusia
La Comisión presidencial de la Federación de Rusia para contrarrestar los intentos de falsificar la historia en detrimento de los intereses de Rusia (en ruso: комиссия при президенте Российской Федерации по противодействию попыткам фальсификации истории в ущерб интересам России, romanizado: Komíssiya pri prezidiente Rossískoy Federátsii po protivodiéstviyu popýtkam falsifikatsii istorii v uscherb interiésam Rossii) fue una comisión de la Federación de Rusia creada por un decreto promulgado por el presidente Dmitri Medvédev el 15 de mayo de 2009, oficialmente para «defender a Rusia contra los falsificadores de la historia y aquellos que niegan la contribución soviética a la victoria en la Segunda Guerra Mundial». La comisión estaba encabezada por el jefe de gabinete de Medvédev, Serguéi Naryshkin. El decreto que creaba la comisión fue revocado el 14 de febrero de 2012, por lo que la comisión dejó de existir.

## Origen y creación
Según el presidente de la comisión, Serguéi Naryshkin, las tareas de la comisión no serían «reescribir» o «politizar» la historia a la manera de países como Letonia y Lituania. En cambio, la comisión analizaría supuestas falsificaciones de hechos históricos destinadas a empañar la reputación internacional de Rusia y asesoraría al presidente ruso sobre las formas en que se pueden contrarrestar tales supuestas falsificaciones. Se preveía que la comisión se reuniría al menos dos veces al año. Fue también una manera de recordar al pueblo ruso su impulso en la guerra y a las repúblicas bálticas, a Ucrania y a los países de Europa Central y Oriental que habían sido liberados de la ocupación nazi por el Ejército soviético, y por lo tanto, también por Rusia.
La comisión estaba integrada por miembros actuales y anteriores de la Duma Estatal, como Natalia Narochnítskaya, Serguéi Márkov y Konstantín Zatulin, y oficiales de las fuerzas armadas de Rusia y el FSB, incluido el general del ejército Nikolái Makárov. Entre los veintiocho miembros había cinco historiadores profesionales: Andréi Artízov (director de la Agencia Federal de Archivos), Aleksandr Chubarián (director del Instituto de Historia Mundial de la Academia de Ciencias de Rusia), Natalia Narochnítskaya, Andréi Sájarov (antes de 2010, director del Instituto de Historia de Rusia de la Academia de Ciencias de Rusia) y Nikolái Svanidze.

## Recepción
El gobierno de Putin ha intervenido de múltiples maneras para promover su visión «justa» y «no falsificada» de la historia, restableciendo prácticas de la época soviética. Sobre todo, sus intervenciones en los manuales escolares de historia. Después de su reelección en 2012, Putin pidió al Ministerio de Educación y Cultura que redactara indicaciones («estándares») para un nuevo manual de la materia.
De igual manera, el mandatario ruso ha lamentado que en varios países la verdad sobre la Segunda Guerra Mundial se oculte deliberadamente a veces a nivel estatal. Además, «los medios de comunicación clave no difunden información objetiva» sobre los eventos históricos correspondientes.
Algunos medios rusos y periodistas de oposición individuales también criticaron los acontecimientos. El diario de negocios Védomosti señaló que el nombre de la comisión deja el camino libre para la falsificación de la historia a favor de Rusia, estableciendo un «culto a la victoria», similar a las religiones civiles sobre las que se han construido estados autoritarios y totalitarios en el pasado. La periodista y autora Yulia Latýnina comparó la comisión con la novela 1984 de George Orwell: «Toda la idea fue copiada de 1984 de Orwell y de la famosa frase sobre Rusia como un país con un pasado impredecible».

## Disolución
Un decreto presidencial emitido el 14 de febrero de 2012, anuló toda la legislación anterior sobre la comisión, así desmantelándola. El historiador exmiembro Aleksandr Chubarián dijo que la comisión había cumplido su tarea dejando un cierto legado atrás, mientras que el director del Museo Estatal del Hermitage Mijaíl Piotrovski y el historiador Víktor Pleshkov comentaron que había sido ineficaz e inútil.